# ماكسيميليانو أيغيستين
ماكسيميليانو أيغيستين (بالألمانية: Maximilian Eggestein)‏ (8 ديسمبر 1996 بهانوفر في ألمانيا - ) هو لاعب كرة قدم ألماني في مركز الوسط. لعب مع فيردر بريمن وفيردر بريمن 2 ‏.

## روابط خارجية
- ماكسيميليانو أيغيستين على موقع الاتحاد الأوربي (الإنجليزية)
- ماكسيميليانو أيغيستين على موقع قاعدة بيانات كرة القدم.إي يو (الإنجليزية)
- ماكسيميليانو أيغيستين على موقع بيانات كرة القدم. دي إي (الألمانية)
- ماكسيميليانو أيغيستين على موقع Soccerway.com (الإنجليزية)
- ماكسيميليانو أيغيستين على موقع عالم كرة القدم.نت (الإنجليزية)
- ماكسيميليانو أيغيستين على موقع AS.com (الإسبانية)